# Vetenskapsåret 1946

## Händelser

### Allmänt
- 9 april - Technische Universität Berlin öppnas, efter att ha varit stängt sedan krigsslutet. En nyhet är undervisning i humaniora.

### Biologi
- Okänt datum - Karl von Frisch publicerar "Die Tänze der Bienen" ("Binas danser").[1]

### Teknik
- 6 augusti - Patent USA första Ericofon (patent-nr US 2405543),[2] LM Ericsson
- Okänt datum - ENIAC, den första icke hemligstämplade helelektroniska datorn, tas i drift.[3]

## Pristagare
- Copleymedaljen: Edgar Douglas Adrian
- Darwinmedaljen: D'Arcy Thompson
- Nobelpriset: [4]
  - Fysik: Percy W Bridgman
  - Kemi:  James Sumner, John Northrop, Wendell Stanley
  - Fysiologi/Medicin: Hermann Joseph Muller
- Sylvestermedaljen: George Watson
- Wollastonmedaljen: Emanuel de Margerie [5]

## Födda
- 11 maj - Robert Jarvik, meduppfinnare av det konstgjorda hjärtat Jarvik-7.
- 22 juni - Kay Redfield Jamison
- 24 juni - Ellison Onizuka (död 1986), astronaut.
- 2 juli - Richard Axel, medicinare, Nobelpristagare.
- 7 september - Francisco Varela (död 2001), biolog och filosof.

## Avlidna
- 23 mars - Gilbert N. Lewis (född 1875), kemist. Den förste att isolera deuterium.
- 2 maj - Simon Flexner (född 1863), patolog och bakteriolog.
- 14 juni - John Logie Baird (född 1888), uppfinnare.
- 16 september - James Hopwood Jeans (född 1877), matematiker och vetenskapsman.

### Fotnoter
1. ↑  Österreichische Zoologische Zeitschrift 1: pp. 1–48.
2. ↑   patent US2405543, Google Patents /patents.google.com (läst 23 april 2025)
3. ↑  "1946." Britannica.
4. ↑  ”Nobelpriset”. http://nobelprize.org/nobel_prizes/lists/all/index.html. Läst 10 april 2011.
5. ↑  ”Geological Society”. Arkiverad från originalet den 5 juni 2011. https://web.archive.org/web/20110605102217/http://www.geolsoc.org.uk/gsl/society/history/page750.html. Läst 14 april 2011.